# Есипчук, Оксана Александровна
Окса́на Алекса́ндровна Есипчу́к (род. 13 декабря 1976, Брянск) — российская легкоатлетка, специалистка по метанию диска. Выступала за сборную России по лёгкой атлетике в 2000-х годах, победительница и призёрка первенств национального значения, участница трёх летних Олимпийских игр. Представляла Брянскую область и Санкт-Петербург. Мастер спорта России международного класса.

## Биография
Оксана Есипчук родилась 13 декабря 1976 года в Брянске.
Начинала заниматься лёгкой атлетикой под руководством тренеров О. Ю. Горбатенко и А. О. Кусмарова, позже была подопечной А. В. Андреева, Т. Пастуховой, С. А. Рябинкина. Окончила Брянский государственный педагогический институт. Состояла во всероссийском физкультурно-спортивном обществе «Динамо» (Санкт-Петербург). С 1994 года находилась в составе российской национальной сборной.
Первого серьёзного успеха на взрослом всероссийском уровне добилась в сезоне 1999 года, когда на чемпионате России в Туле выиграла бронзовую медаль в программе метания диска.
В 2000 году вновь получила бронзу на чемпионате России в Туле. По итогам чемпионата удостоилась права защищать честь страны на летних Олимпийских играх в Сиднее — с результатом 59,51 метра не смогла преодолеть предварительный квалификационный этап.
На чемпионате России 2001 года в Туле стала серебряной призёркой в метании диска. Будучи студенткой, представляла страну на летней Универсиаде в Пекине, где заняла итоговое девятое место.
В 2004 году добавила в послужной список ещё одну награду серебряного достоинства, полученную на чемпионате России в Туле. Находясь в числе лучших российских легкоатлеток, благополучно прошла отбор на Олимпийские игры в Афинах — здесь метнула диск на 57,27 метра и так же в финал не вышла.
На чемпионате России 2005 года в Туле вновь стала серебряной призёркой. Отметилась выступлением на чемпионате мира в Хельсинки.
В 2006 году взяла бронзу на чемпионате России в Туле (позже в связи с дисквалификацией Натальи Садовой переместилась в итоговом протоколе на вторую позицию). Приняла участие в Кубке Европы по зимним метаниям в Тель-Авиве, где в личном зачёте стала второй.
На чемпионате России 2007 года в Туле изначально была второй, но затем поднялась до первого места, когда за допинг дисквалифицировали Дарью Пищальникову.
Отстранение Пищальниковой также позволило Есипчук выступить на Олимпийских играх 2008 года в Пекине — на сей раз она показала результат 55,07 метра, не сумев преодолеть предварительный квалификационный этап.
После пекинской Олимпиады Оксана Есипчук ещё в течение некоторого времени оставалась действующей спортсменкой и продолжала принимать участие в соревнованиях всероссийского уровня. Так, в 2010 году она выиграла серебряную медаль на зимнем чемпионате России по длинным метаниям в Адлере.
За выдающиеся спортивные результаты удостоена почётного звания «Мастер спорта России международного класса».